# Телохранитељ (филм)
Телохранитељ (енгл. The Bodyguard) је филм из 1992. године који је режирао Мик Џексон, са сценаријом Лоренса Касдана. Главне улоге тумаче Кевин Костнер и Витни Хјустон.

## Радња
Френк Фармер (Кевин Костнер), безбедносни званичник председника Регана, осећа се делимично кривим за покушај атентата на председника током његовог одсуства. Напушта службу и ангажован је  за чувара црне певачице и глумице Рејчел Мерон (Витни Хјустон), којој стално стижу претећа писма. Почетна антипатија која је настала између њих, постепено прераста у љубав. Тренутна ситуација спречава чувара да обавља своје професионалне дужности, што доводи до честих сукоба између Френка и Рејчел. Фармер закључује да опасност по Рејчелин живот не долази од психопате, већ од професионалног убице.

## Улоге
| Глумац              | Улога        |
| ------------------- | ------------ |
| Кевин Костнер       | Френк Фармер |
| Витни Хјустон       | Рејчел Марон |
| Гари Кемп           | Сај Спектор  |
| Бил Кобс            | Бил Девејни  |
| Ралф Вејт           | Херб Фармер  |
| Томас Арана         | Грег Портман |
| Мишел Ламар Ричардс | Ники Марон   |
| Мајк Стар           | Тони Сипели  |
| Кристофер Берт      | Хенри        |